# Liste der Monuments historiques in Écuélin
Die Liste der Monuments historiques in Écuélin führt die Monuments historiques in der französischen Gemeinde Écuélin auf.

## Liste der Bauwerke
| Bezeichnung                  | Beschreibung              | Standort                  | Kennzeichnung | Schutzstatus | Datum | Bild |
| ---------------------------- | ------------------------- | ------------------------- | ------------- | ------------ | ----- | ---- |
| Commanderie des Hospitaliers | Erbaut im 13. Jahrhundert | Ferme de l’Hôpital (Lage) | PA59000046    | Inscrit      | 1999  |      |